# Cipressa
Cipressa (ligurul: A Çiprèssa) egy olasz község Liguria régióban, Imperia megyében. Lingueglietta nevű településrésze Olaszország egyik legszebb történelmi központjával büszkélkedhet.

## Látványosságok

### Egyházi épületek

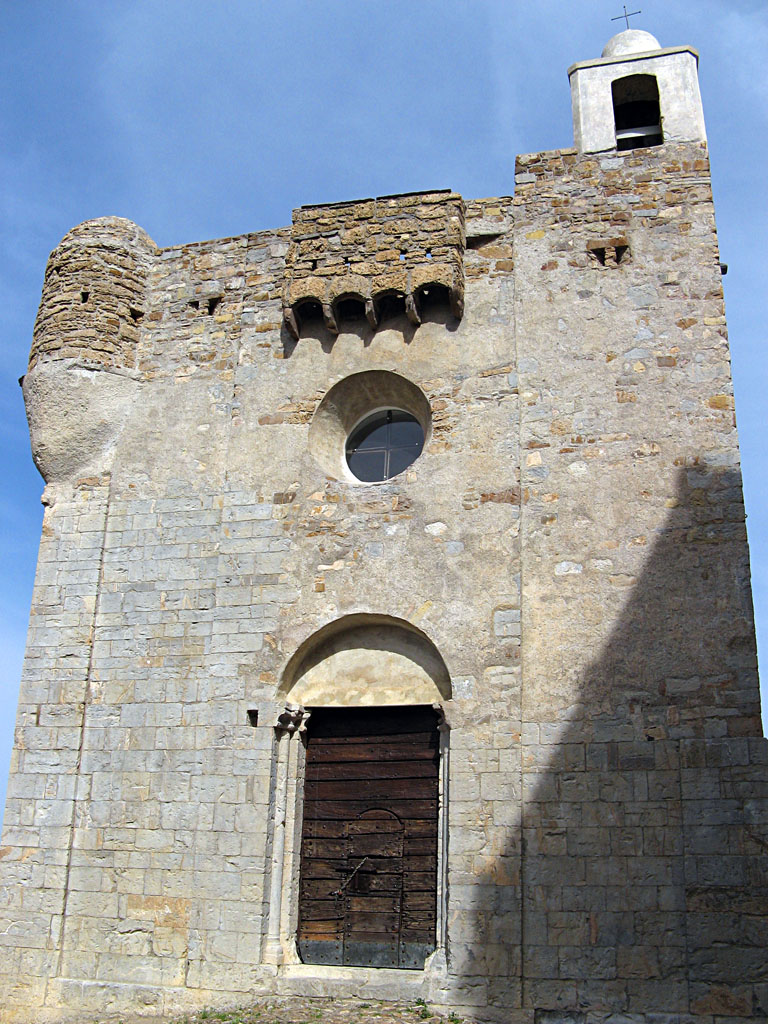
S. Pietro templom-erőd

- Chiesa della Visitazione ( A látogatás temploma) a17. században épült barokk stílusban. A hagyomány szerint a templom belsejében található fa feszületet a hullámok sodorták a tengerpartra, és kétszer is visszatért oda egyedül, egészen addig, amíg a lakosok nem szerveztak körmenetet és vitték körbe a templom körül.
- Oratorio dell'Annunciazione: a látogatás temploma mellett épült a 18. században.
- S. Pietro erőd-templom: Lingueglietta központjának szimbóluma. Az egyházi építkezés egy ritka példája, amelyet a barbár inváziók idején erőddé alakítottak át.

### Polgári épületek

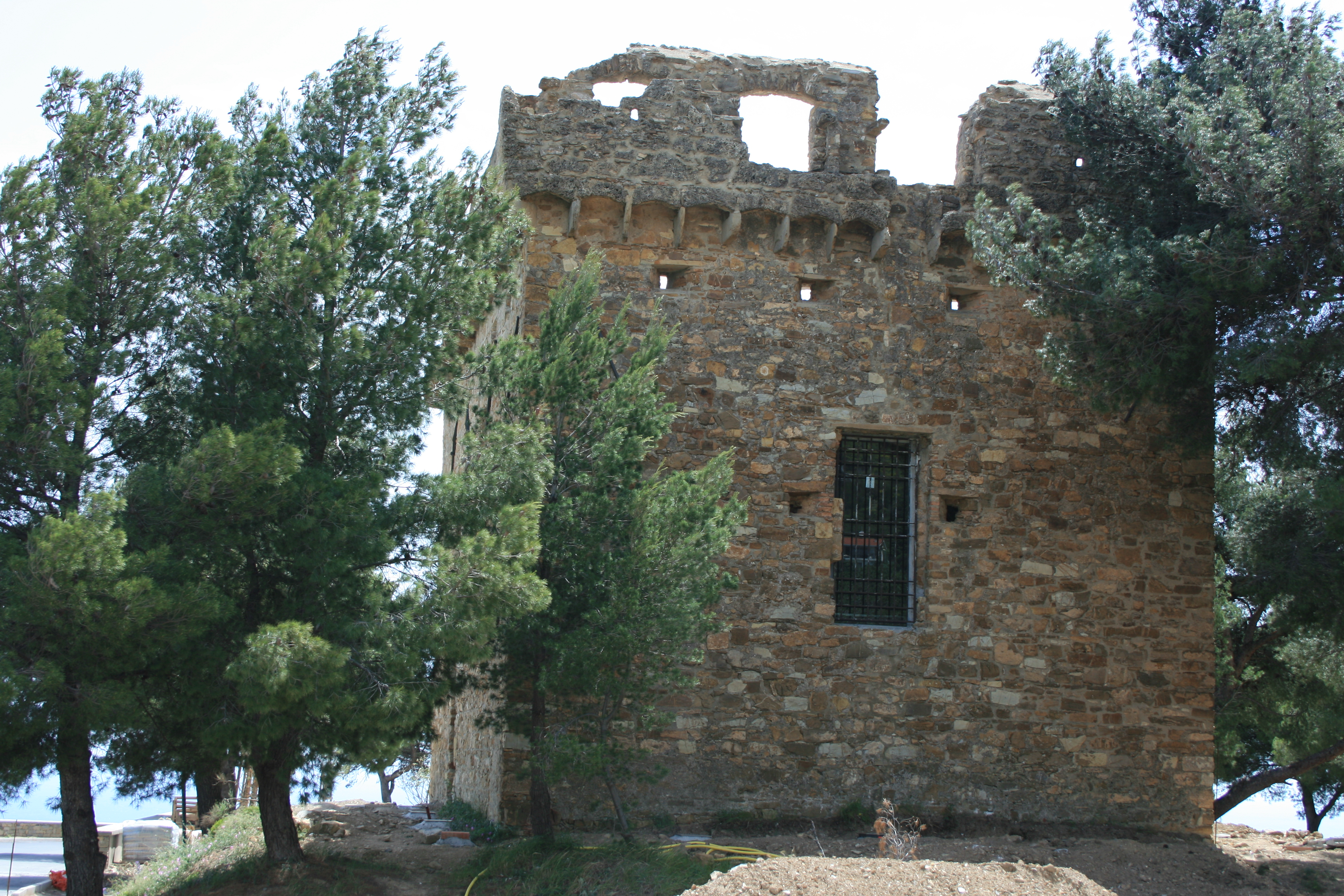
Gallinara torony

- Gallinara torony: a 14. században épült kőtorony, egyike a ligúr partokon épített tornyoknak, amelyekből a partvidéket őrizték a mór kalózoktól.

## Fordítás
- Ez a szócikk részben vagy egészben  a   Cipressa című olasz Wikipédia-szócikk fordításán alapul.  Az eredeti cikk szerkesztőit annak laptörténete sorolja fel. Ez a jelzés csupán a megfogalmazás eredetét és a szerzői jogokat jelzi, nem szolgál a cikkben szereplő információk forrásmegjelöléseként.